# Matrix Corporate Center

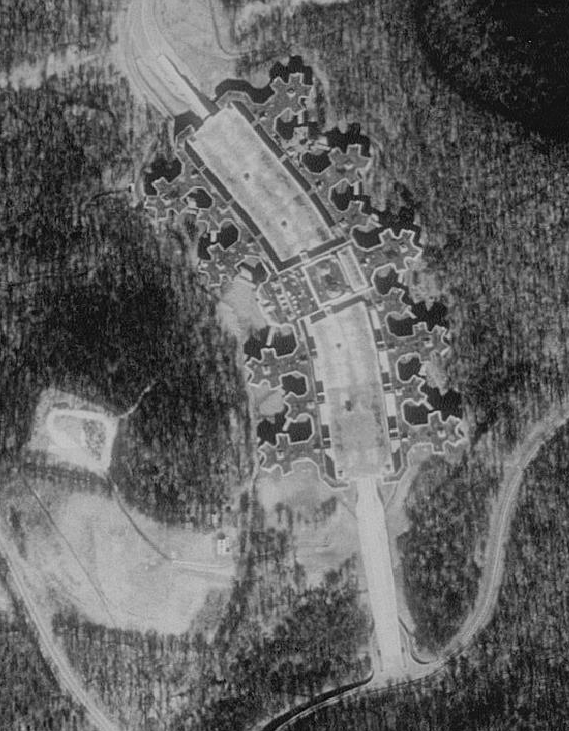
Foto des Matrix Corporate Centers

Das Matrix Corporate Center ist ein markantes Gebäude der Stadt Danbury im US-Bundesstaat Connecticut. Das Bauwerk wurde zwischen 1980 und 1982 im Auftrag von Union Carbide errichtet und hieß in der Anfangszeit Union Carbide Corporate Center. Es diente dem Chemiekonzern als neuer Hauptsitz und bot Platz für 3000 Mitarbeiter, die aus der alten Unternehmenszentrale in New York City, dem Union Carbide Building, umgesiedelt wurden. Das Matrix Corporate Center wurde durch den Architekten und späteren Träger des Pritzker-Preises, Kevin Roche, und dessen Architekturbüro Kevin Roche John Dinkeloo & Associates geplant. Das Bürogebäude liegt abgeschieden vom Kern Danburys in einem Waldstück und ist über zwei Zugangsbrücken erreichbar, die direkt auf die Parkebenen im Norden und Süden führen. Von diesen Parkebenen strahlen die Bürotrakte zu den Seiten ab. Diese befinden sich in den äußeren Zellen, die auf eine möglichst geringe Fassadenfläche bei gleichzeitiger Gewährleistung großer Tageslichteinstrahlung in alle Büros optimiert wurde. Alle Büros besitzen dieselbe Grundfläche und variieren nur in ihrem Grundriss zwischen einer quadratischen und einer keilförmigen Fläche. Der Ausstattungsstil der Arbeitsplätze konnte durch die Mitarbeiter aus mehreren Alternativen gewählt werden. In der Mitte des Gebäudes, zwischen den Parkflächen im Norden und im Süden, befindet sich ein Versorgungstrakt mit Kantinen, zwei Bibliotheken, Einkaufsläden und Geldautomaten. Das gesamte Bauwerk mit einer Grundfläche von 195.000 Quadratmetern besitzt eine Längenausdehnung von über 400 Metern und eine Breite von über 200 Metern. Durch 5000 Säulen wird der gesamte Komplex aufgeständert, hierdurch wurde eine Planierung der Grundfläche überflüssig gemacht. Im Zuge der schweren Unternehmenskrise als Folge der fahrlässig herbeigeführten Katastrophe von Bhopal wurde die Mitarbeiterzahl am Standort sukzessive verringert und ungenutzte Fläche vermietet. Im Jahr 2001 wurde Union Carbide schließlich von Dow übernommen. Seit 2009 befindet sich das Gebäude im Besitz der Matrix Realty Group, die dieses in Matrix Corporate Center umbenannte und zeitweise Büroflächen an Unternehmen wie Praxair und Boehringer Ingelheim vermietete. In naher Vergangenheit beendeten mehrere Ankermieter ihre Mietverhältnisse.